# Ondrej Pavlík
Ondrej Pavlík (1. dubna 1916 Zvolenská Slatina – 19. prosince 1996 Bratislava) byl slovenský a československý pedagog, politik Komunistické strany Slovenska, pověřenec školství a poválečný poslanec Prozatímního Národního shromáždění a Slovenské národní rady.

## Biografie
Pocházel z malorolnické rodiny. Vystudoval učitelský ústav v Lučenci a od roku 1936 až do roku 1938 byl pedagogem na národních školách.
Za druhé světové války se podílel na odboji. Od roku 1939 působil v ilegálním Ústředním výboru KSS a od roku 1942 byl členem ilegálního oblastního revolučního národního výboru pro západní Slovensko. Byl účastníkem Slovenského národního povstání, během kterého působil jako tajemník ÚV KSS. Zastával rovněž funkci zástupce pověřence školství v 2. Sboru pověřenců v povstalecké Banské Bystrici. Ve 4. Sboru pověřenců v první polovině roku 1945 pak byl pověřencem školství. V letech 1945-1948 přednášel na pedagogické fakultě v Banské Bystrici. V období let 1948-1950 zastával post pověřence informací v 10. Sboru pověřenců.
V letech 1945–1946 byl poslancem Prozatímního Národního shromáždění za KSS. V parlamentu setrval do parlamentních voleb v roce 1946. Ve volbách roku 1948 byl zvolen do Slovenské národní rady.
Působil pak vedení školského systému na Slovensku. Spolupodílel se na vytváření školské soustavy za komunistického režimu. Byl předsedou Slovenské akademie věd, učil na Filozofické fakultě Univerzity Komenského v Bratislavě. Byl členem Ústředního výboru KSS. V březnu 1957 ho nicméně zvláštní komise při Byru ÚV KSS vyloučila ze strany. Záminkou bylo jeho přihláška do Hlinkovy gardy z roku 1939.
Později byl rehabilitovaný. Publikoval encyklopedická díla, knihy o výchově a vzdělávání. V druhé polovině se profiloval jako stoupenec Gustáva Husáka. V srpnu 1968 předsedal mimořádnému sjezdu KSS v Bratislavě, konaném jen několik dní po provedení invaze vojsk Varšavské smlouvy do Československa. V souladu s Husákem se ovšem podílel na ovlivnění sjezdu v tom smyslu, že KSS se distancovala od ostře reformních a protiokupačních závěrů, ke kterým pár dní předtím dospěl Vysočanský sjezd KSČ v Praze. Když se na bratislavském sjezdu začaly ozýval proreformní příspěvky, nechal totiž vyhlásit více než hodinovou přestávku s následně celou diskuzi přerušil. Mezitím Husákovi spojenci jako Samuel Falťan v kuloárech přesvědčovali delegáty a nakonec se jim podařilo docílit distance od Vysočanského sjezdu.